# 嘉代子桜
1. 城山小学校の嘉代子桜
2. 嘉代子桜の石碑

嘉代子桜（かよこざくら）とは、長崎県長崎市の長崎市立城山小学校に生育している6本のソメイヨシノの総称。長崎市への原子爆弾投下によって亡くなった林嘉代子を偲んで母親によって植えられた。絵本やドキュメンタリー番組の題材となった他、その意思を次世代へ繋ぐため日本各地で桜の植樹が行われている。

## 嘉代子桜
単に嘉代子桜といった場合、1949年に林嘉代子の母親、林津恵によって城山小学校に植えられたソメイヨシノを指す。植樹当初は50本の桜が植えられたがグラウンド整備などで伐採され現在残っているのは校庭東側にある6本のみとなっている。桜の下には「嘉代子桜」と書かれた石碑があり、これは1966年に桜の由来と平和への願いを受け継ぐため当時の教職員によって建てられたものである。
2006年9月、台風13号によって直径約30cmの枝が根元から折れたり根元の地面が浮き上がって木が傾くなどの大きな被害を受けた。それに対し長崎市は添え木や土壌の改良などの手術を行った。
2012年、6本すべてがシロアリ被害を受けていたことが発覚した。うち1本は添え木なしでは倒れそうな状態となっていた。樹木医の懸命な治療によって翌年には満開の桜を開かせるほど回復した。
数多の困難を乗り越えた嘉代子桜は同じ城山小学校にある少年平和像や被爆校舎の平和祈念館などと共に戦争の悲惨さを今日に伝えている。

## 経緯

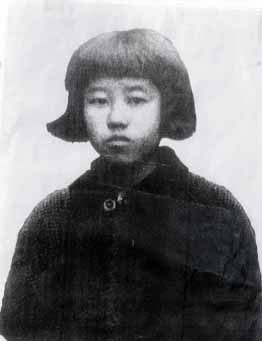
林嘉代子

### 林嘉代子
林嘉代子は1945年当時、長崎県立高等女学校の4年生で学徒動員によって三菱兵器製作所茂里町工場で働いていた。海軍の指令により工場の工作機械が教育施設などに分散疎開すると嘉代子も城山小学校で働くようになった。

### 運命の日

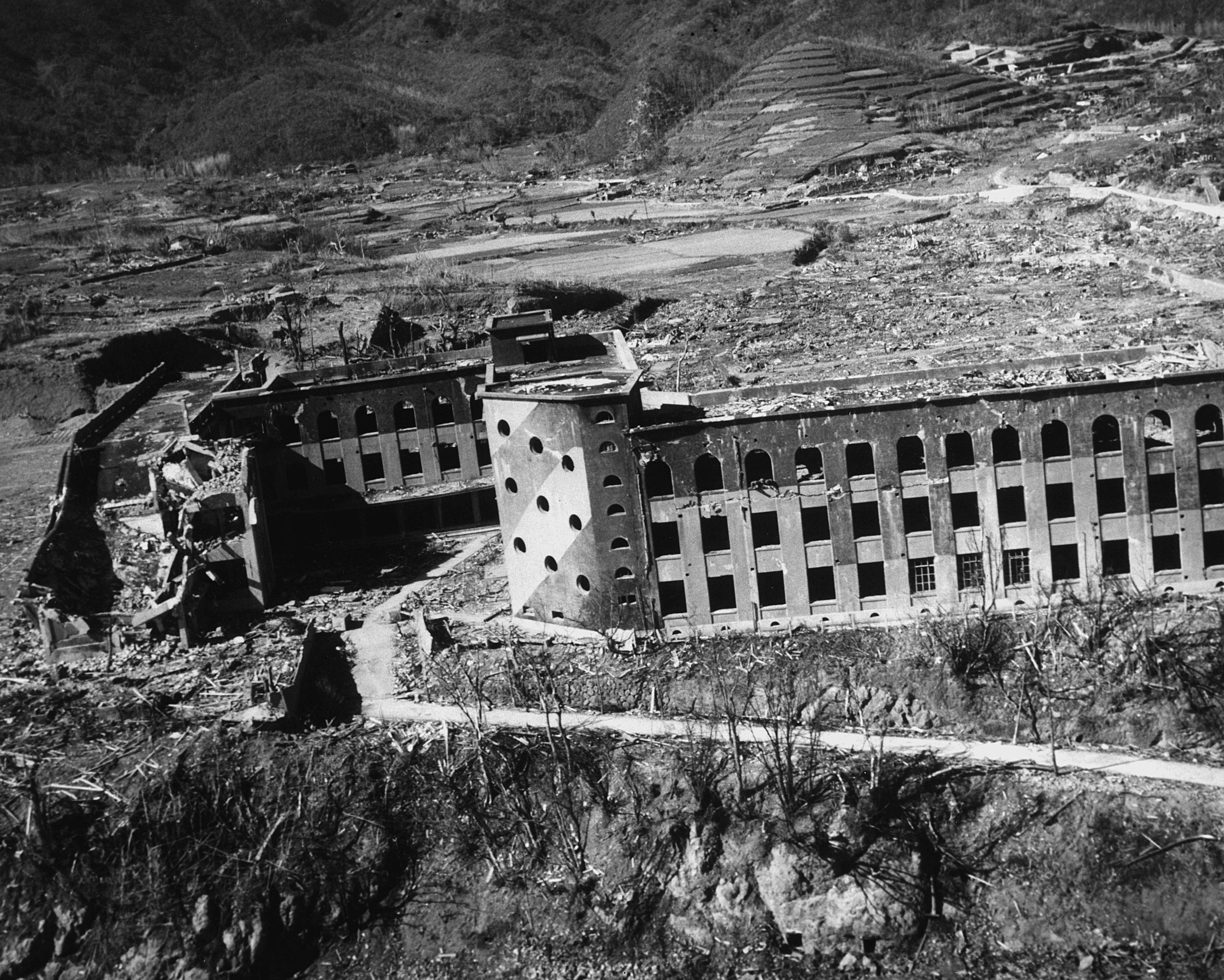
被爆後の城山国民学校

1945年8月9日、朝から「工場へ行きたくない」という嘉代子を母の津恵はせきたてて送り出した。嘉代子はいつも通り友人たちと電車に乗り職場の城山小学校へ向かった。後年、津恵は「行きたくなかった娘を、無理に行かせなければ良かった」と後悔に苛まれ続けた。
11時2分、長崎市に原子爆弾が投下された。爆心地から500m程しか離れていなかった城山小学校は甚大な被害を受けた。当時城山小学校にいた学校職員や挺身隊、学徒報国隊など152人のうち、132人が死亡した。3階にいた嘉代子は建物内の崩壊に巻き込まれ死亡した。
その頃津恵は自宅の近所の家にいた。原子爆弾投下の瞬間、空がピカッと光って畳が浮いたのを見た。外に出て城山の方を見ると黒い膜のようになって空が見えない状態であった。津恵は嘉代子の帰りを待っていたがその日嘉代子が帰ってくることはなかった。

### 捜索と発見
翌日から津恵は毎日嘉代子を探し続けた。兵隊に叱られることも度々あったが構わず探し続けた。遺体を一人一人見て回っていると嘉代子の歯並びによく似た遺体を見つけた。津恵はその遺体を持ち帰ってささやかな葬儀をあげた。しかし日に日にその遺体が嘉代子ではないと思うようになり再び嘉代子を探し始めた。
探し始めて21日目、夫とともに城山小学校の3階を探していた津恵は残骸の中に嘉代子の防空頭巾を発見した。嘉代子は瓦礫の中で砕けた遺体となっていた。津恵は変わり果てた娘の遺体を運んで運動場の片隅で火葬した。

### 嘉代子桜の植樹
戦争が終わってしばらくたった頃、津恵は桜が好きだった嘉代子と犠牲となった人々の供養のために桜を植えようと考えた。城山小学校に出かけて先生達に桜の植樹を訴えた。「ピカドンのあとには草木が生えないという噂がある」という意見には「嘉代子や女学生の魂が立派に桜を育ててくれる」と言い切って先生達を説得し1949年に50本の桜が植樹された。

## 植樹運動の広がり

### かよこ桜・親子桜を広める会

#### 経緯
発案者の田中安次郎は2005年に長崎市の平和案内人となり嘉代子桜のことを知った。寿命が近づく桜の木を見た田中は「原爆で一人娘を奪われた母の気持ちを伝え続けなければ」と感じ2008年4月、嘉代子の同級生と共に「かよこ桜植樹募金委員会（のちに「かよこ桜・親子桜を広める会」に改称）」を設立し植樹のための募金活動を行った。10月までに80万円の募金が集まり桜を購入、長崎市内外に寄贈することになった。2009年2月11日、長崎市の桜馬場中学校で初の植樹式が行われた。

#### 北九州市での植樹
長崎市に投下された原子爆弾は本来は小倉（北九州市）を目標に定めていたが視界不良で長崎市に変更された経緯がある。その縁から北九州市では嘉代子桜の植樹を積極的に行った。2013年度には全市立小学校132校、2016年度には全市立中学校62校に植樹を完了、その他特別支援学校や大学にも植樹を行った。

### 城山小原爆殉難者慰霊会
2020年、シロアリ被害があったこともあり、嘉代子桜がいつかは枯れてしまうことに危機感を覚えた城山小原爆殉難者慰霊会はシロアリ被害を治療した樹木医に相談、嘉代子桜の枝から接ぎ木で苗木を作り希望する自治体に提供することにした。2021年以降三重県四日市市や高知県日高村など全国各地に植樹を行っている。日本非核宣言自治体協議会が希望する自治体に向けて苗木の配布を行っている。

## 絵本『かよこ桜』
絵本『かよこ桜』は山本典人による絵本。実話をもとに嘉代子との幸せな日々から嘉代子の死、嘉代子桜の植樹と成長までの過程を描いている。

### 執筆の経緯
作者の山本典人は小学校の教員で自身も学徒動員中に長崎で被爆した人物である。1970年頃、城山小学校での平和祈念式に参加した際嘉代子桜と石碑のことを知った。翌年林津恵に会って話を伺った。その後津恵との手紙のやり取りや授業で嘉代子桜のことを取り上げるうちにこの話を多くの人々に伝えるべきだと考えるようになり絵本を執筆した。

### 平和学習への利用
『かよこ桜』は出版から30年以上経過しても平和教育の教材や朗読のテキストとして活用されている。

## 曲
祈り～母と娘の詩(うた)
嘉代子桜を題材とした楽曲。作詞は稲澤陽三、作曲は寺井一通、歌は宮崎つさえ、荒木孝子が担当し2004年にミニアルバム「被爆60年～明日こそきっと」で発表された。作詞の稲澤陽三の父は嘉代子の担当教師であった。

## ドキュメンタリー『かよこ桜の咲く日』
『かよこ桜の咲く日』（かよこざくらのさくひ）は1985年に放送されたテレビ西日本、テレビ長崎制作、黒木和雄監督のドキュメンタリー番組である。ポーランドでも字幕版が放送され評判を呼んだ。
この撮影で被爆者と接したことがのちに黒木和雄の代表作『TOMORROW／明日』『父と暮らせば』に大きな影響を与えることになる。

### 内容
ワルシャワ大学の女学生、ヨアーシャはアウシュビッツの聖人と称されたコルベ神父のことを調べるうちにコルベが訪れた長崎に行きたいと考えた。長崎を訪れたヨアーシャは原爆のことを知り原爆についてもっと知りたいと思うようになる。ヨアーシャは林津恵などの被爆者たちとの交流を行い平和について考えていく。

### 制作の経緯
1979年、日米の合作で『大いなるダニューブ（仮題）』という映画を作る話が持ち上がり黒木は監督を依頼された。ハンガリーの作曲家バルトークに音楽を学んだ青年がアウシュビッツから生還し恋人と作曲の仕事をしていくというラブストーリーの映画であった。ハンガリー、ポーランドでのロケハンが終わった頃アメリカがバルトークの音楽使用権をクリアしていなかったことが分かり映画の制作は中止されてしまった。しかしこの映画制作の体験が『かよこ桜の咲く日』の撮影に活かされることになる。
テレビ長崎とテレビ西日本がポーランドとの合作番組を制作することになり黒木にドキュメンタリーを撮影できないかとの相談がなされた。黒木は快諾し長崎に取材へ向かった。城山小学校の嘉代子桜のことを知った黒木は林津恵の家へ向かい話を聞くことにした。話を聞く中で黒木はアウシュビッツで他の囚人に身代わりとなって死亡したコルベ神父のことを思い出した。そしてポーランドの女性がコルベ神父の足跡を訪ねて長崎を訪れ嘉代子桜に出会うという設定を思い付いた。
ポーランドのワルシャワ大学の日本語教師岡崎恒夫にヨアンナ・ソハ（ヨアーシャ）という女学生を紹介してもらい主役に抜擢した。ポーランドで1週間、長崎で2、3週間のロケを行った。

### 撮影
本作は完全なドキュメンタリーではなくセミ・ドキュメンタリーという手法で作られた。コルベ神父の研究のために来日したなどは設定であったが、作中の被爆者の証言には創作は入っていない。ヨアーシャにはコルベ神父のことは教えていたが原子爆弾については全く教えていなかった。これはヨアーシャが現実を知った時どう感じるのかを見たかったからだという。

### 受賞
- ギャラクシー賞 1985年度[30]
- 文化庁第一回芸術作品賞[31]